# 利勒 (卢瓦-谢尔省)
利勒（法語：Lisle，法語發音：[lil]）是法国卢瓦-谢尔省的一个市镇，属于旺多姆区。

## 地理
利勒（47°51'11"N, 1°6'58"E）面积6.61 平方千米，位于法国中央-卢瓦尔河谷大区卢瓦-谢尔省，该省份为法国中北部省份，北起厄尔-卢瓦省，东北接卢瓦雷省，东南接谢尔省，南至安德尔省，西南接安德尔-卢瓦尔省，西北接萨尔特省。
与利勒接壤的市镇（或旧市镇、城区）包括：比斯卢、珀祖、拉阿尔、圣菲尔曼代普雷、克莱尔城。

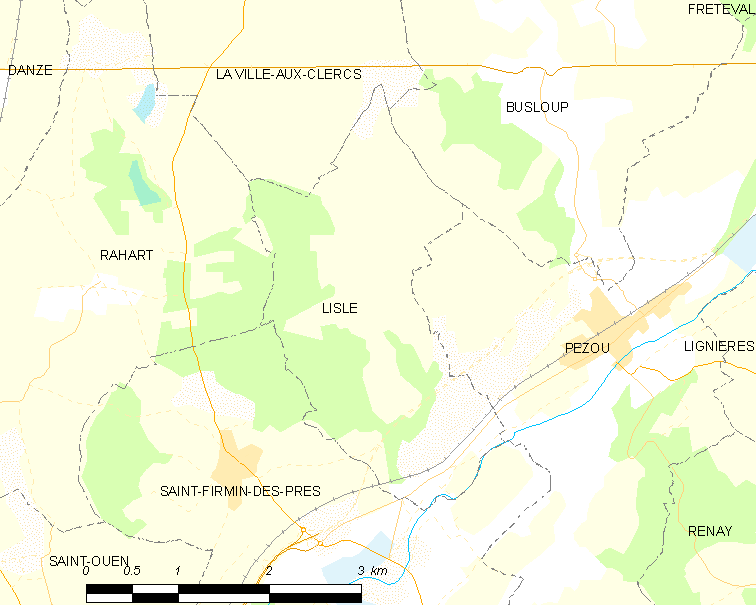
的OSM定位图

利勒的时区为UTC+01:00、UTC+02:00（夏令时）。

## 行政
利勒的邮政编码为41100，INSEE市镇编码为41116。

## 政治
利勒所属的省级选区为佩尔什县。

## 人口

1962-2008年间人口变化图示

利勒于2022年1月1日时的人口数量为186人。